# Heißer Unterzwerg

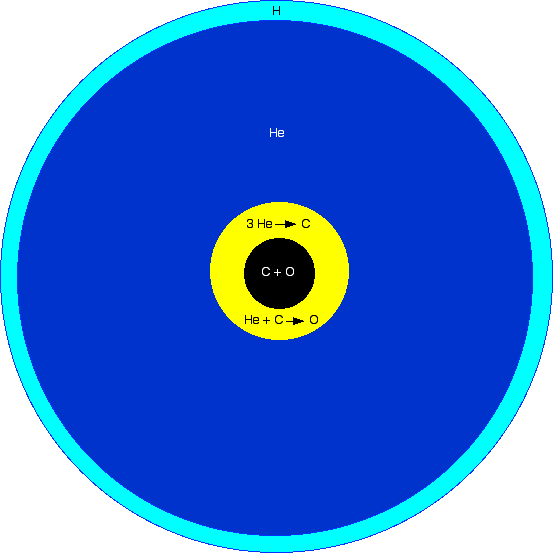
Nicht maßstäblicher Schnitt durch einen heißen blauen Unterzwerg Subtyp O (heliumreich)

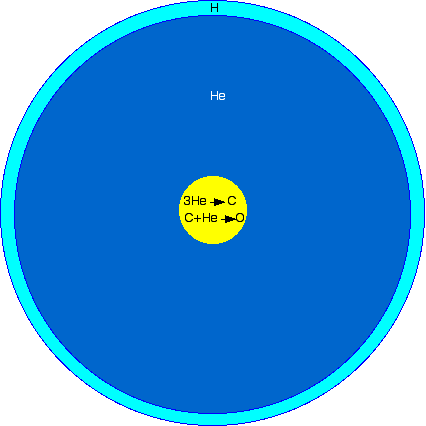
Nicht maßstäblicher Schnitt durch einen heißen blauen Unterzwerg Subtyp B (heliumarm)

Heiße Unterzwerge (auch Blaue Unterzwerge) werden – analog zu den Kühlen Unterzwergen – mit dem Präfix (sd) klassifiziert.
Sie sind an ihrer Oberfläche heißer als 10.000 K. Es handelt sich um heliumbrennende Sterne, die nur eine sehr dünne Wasserstoffhülle besitzen.
Normalerweise fusioniert ein Stern im Roten-Riesen-Stadium Helium unter einer massereichen Wasserstoffschale. Heiße Unterzwerge sind nach derzeitigem Forschungsstand die Kerne solcher Sterne, die ihre wasserstoffreiche Hülle fast vollständig verloren haben. Die Massen der heißen Unterzwerge liegen mit einer geringen Streuung bei 0,46 Sonnenmassen, und sie verfügen über Radien von einigen Zehntel der Sonne. Dies ist ein starker Gegensatz zu den Riesensternen, welche sich in einer ähnlichen Phase der Sternentwicklung befinden. Die sdB-Sterne werden als heliumarm und die noch heißeren sdO-Sterne als heliumreich bezeichnet. Diese Sterne haben einen völlig anderen Aufbau als Hauptreihensterne und befinden sich daher an einer anderen Stelle im Hertzsprung-Russell-Diagramm; in diesem Fall links unterhalb der Hauptreihe.
Nach gegenwärtigem Stand der Forschung befinden sich die Heißen und die Kühlen Unterzwerge in völlig unterschiedlichen Phasen ihrer Sternentwicklung und haben daher nur die Gemeinsamkeit einer ähnlichen Position im HRD. sdB-Sterne, die sich im Hertzsprung-Russell-Diagramm zwischen der oberen Hauptreihe und den Weißen Zwergen befinden, stellen einen signifikanten Anteil heißer Sterne in alten Sternsystemen wie Kugelsternhaufen und Elliptischen Galaxien. Sie entwickeln sich direkt weiter zu Weißen Zwergen.

## Entstehungskanäle
Die Hülle kann verloren gehen:
- als Folge eines späten Helium-Blitzes.
- In Doppelsternsystemen kann die Hülle eines entwickelten Sterns durch eine oder zwei Common-Envelope-Phasen bzw. durch einen Materiefluss über die Roche-Grenze auf einen Begleiter abfließen. Dieser Entstehungskanal ist durch die Entdeckung von lichtschwachen Begleitern heißer Unterzwerge bestätigt worden, die bei ca. 50 Prozent aller sdB- und sdO-Sterne beobachtet werden können.[2]
- Einzelne heiße Unterzwerge könnten das Produkt der Verschmelzung zweier Weißer-Helium-Zwerge sein (jeweils weniger als 0,5 Sonnenmassen, sodass keine Heliumfusion stattfinden konnte). Diese müssten aber zuvor ebenfalls einen Großteil ihrer Hülle verloren haben, da einzelne Weiße-Helium-Zwerge aufgrund des hierfür zu geringen Alters des Universums noch nicht entstehen konnten. Dieser Entstehungskanal führt zu schnell rotierenden blauen Unterzwergen wie SB 290 und EC22081−1916 mit Rotationsgeschwindigkeiten von über 160 km/s.[3]
- Auch Planeten in Form von Hot Jupitern bzw. Braunen Zwergen könnten zur Entstehung von Blauen Unterzwergen führen. Sobald der Ursprungsstern zu einem Roten Riesen anschwillt, läuft der substellare Begleiter innerhalb der Atmosphäre des Sterns und überträgt einen Teil seiner Bewegungsenergie auf die äußeren Schichten des Sterns. Dadurch wird die wasserstoffreiche Atmosphäre abgeworfen, und zurück bleibt ein sdB-Stern mit einem Begleiter, der während der Common Envelope-Phase ebenfalls einen Teil seiner Masse eingebüßt hat wie bei J0820+0008.[4]

## Pulsationsveränderliche heiße Unterzwerge
Ein Teil der heißen Unterzwerge gehört zu den pulsationsveränderlichen Sternen. Sie werden nach der Periode der Grundschwingung eingeteilt in
- die kurzperiodischen V361-Hya-Sterne mit Werten von zwei bis zehn Minuten und Oberflächentemperaturen oberhalb von 28.000 K
- die langperiodischen V1093-Her-Sterne mit Werten zwischen 45 und 120 Minuten und Oberflächentemperaturen unterhalb von 28.000 K.
- Daneben gibt es noch eine kleine Gruppe hybrider Sterne, die sowohl die g-Schwingungen der V361-Hya-Gruppe als auch die p-Schwingungen der V1093-Her-Gruppe zeigen.

Alle pulsationsveränderlichen heißen Unterzwerge schwingen in einer Vielzahl von Schwingungsmoden und können daher mit den Methoden der Asteroseismologie analysiert werden. Diese Analysen haben das Verständnis über den Aufbau und die Entwicklung dieser Sterngruppe verbessert.
Die Schwingungen bei pulsationsveränderlichen blauen Unterzwergen sind sehr stabil; kleine periodische Abweichungen in der Ankunftszeit der Minima oder Maxima werden auf den gravitativen Einfluss durch Planeten um die Sterne aufgrund des Lichtlaufzeiteffekts zurückgeführt und könnten damit die Hypothesen zur Entstehung dieser extremen Horizontalast-Sterne bestätigen.

## Planeten bei heißen Unterzwergen
Es wurden schon einige heiße Unterzwerge mit Planeten entdeckt. Ein Beispiel: Unterzwerg Kepler-70 hat zwei Exoplaneten, die ihn in 5 Stunden und 46 Minuten bzw. in 8 Stunden und 14 Minuten umkreisen.
Die Entdecker vermuten, dass es sich um die übrig gebliebenen Kerne von Gasriesen handelt. Ihre äußeren Schichten gingen verloren, als sie durch die Atmosphäre des Sterns flogen, während dieser im Rote-Riesen-Stadium war. Der Durchgang der Planeten könnte auch zum Verlust der aufgeblähten Sternenhülle geführt haben, sodass sich der Blaue Unterzwerg bilden konnte.

## Beispiele
- sdO: KV Velorum, US 708
- sdB: LS IV −14° 116
  - mit Exoplanet: Kepler-70, HW Virginis, V391 Pegasi